# ゴルダン・ペトリッチ
ゴルダン・ペトリッチ（Gordan Petrić、1969年7月30日 - ）は、セルビア (旧ユーゴスラビア)・ベオグラード出身の元サッカー選手、現サッカー指導者。ポジションはディフェンダー。U-18セルビア代表監督。

## 選手経歴
現役時代は主にユーゴスラビアやスコットランドのクラブでプレー。1995-96シーズンから3シーズン半在籍したレンジャーズFCでは1995-96シーズンから2シーズン続けてUEFAチャンピオンズリーグの本大会に出場したもののいずれもグループステージで敗退した。ダンディー・ユナイテッドFC時代も含めてスコットランドでは合計5個のタイトルを獲得し、2002年に母国セルビアのパルチザン・ベオグラードで現役を引退した。
ユーゴスラビア代表としてはU-20から招集され始め、U-20ではFIFA U-20ワールドカップ優勝を経験。フル代表デビューは1989年9月20日のギリシャ代表戦で記録した。1992年にはUEFA EURO '92を戦う同代表にも選出されたが、開幕10日前に勃発したユーゴスラビア紛争によって不参加となった。

## 指導者経歴
現役引退後の2013年から主に東欧諸国で指導者として活動しており、2022年8月からは自身の古巣であるパルチザン・ベオグラードの監督に就任したが、2023年2月24日に成績不振が原因で解任された。

## タイトル

### クラブ
パルチザン
- プルヴァ・リーガ : 1回 (1992-93)
- ユーゴスラビアカップ : 2回 (1988-89, 1991-92)

ダンディー・ユナイテッド
- スコティッシュカップ : 1回 (1993-94)

レンジャーズ
- スコティッシュ・フットボールリーグ : 2回 (1995-96, 1996-97)
- スコティッシュカップ : 1回 (1995-96)
- スコティッシュリーグカップ : 1回 (1996-97)

### 代表
U-20ユーゴスラビア
- FIFAワールドユース選手権 : 1回 (1987)